# 習氏狼條脊甲
習氏狼條脊甲（學名：Rhyzodiastes xii），俗稱為習殼郎、習氏甲蟲，一種甲蟲，屬於條脊甲亞科，在中國海南島發現。命名人為王成斌博士，在2016年6月17日發表在動物學期刊Zootaxa上。種名來自中國共產黨中央委員會總書記習近平，這是生物學上首次以中華人民共和國國家領導人之名來命名新物種。由於被中共言論控制部門認定爲政治敏感，在中国内地网络平台上已無法搜索到關於此甲蟲的內容。

## 發現
現居布拉格的四川生物學家王成斌在海南島熱帶雨林中發現了這種甲蟲。王成斌蒐集了三個樣本，其中一個是在腐爛的木頭中發現的雄性，另一個是從牛糞中提取的雄性。

## 命名
在Zootaxa上發表的文章中，王成斌說：“這個名字是為了紀念中國國家主席習近平，他的領導使我們的祖國越來越強大。”王成斌認為，該物種「食腐朽物」的特點類似中國的反腐運動，非常適合習近平的形象。為表揚在習近平領導下，中华人民共和国國力變得越來越強，王成斌以習近平的姓氏，來作為這種昆蟲的種名。

## 特徵
習氏狼條脊甲數量稀少，平均10次野外採集才能遇到一個，有念珠狀的觸角，居住在樹皮及腐木中，食用腐化後的樹皮，習氏狼條脊甲身體有光澤，生殖器部分柄長適中，頂端窄圓。

## 網絡封殺
2015年由《人民日報》報導2004年8月14日时任浙江省委书记的习近平接受延安电视台《我是延安人》节目专访中，畅谈自己文革時在延安梁家河下工的岁月回憶。其中習近平表示，在梁家河要解决缺煤少柴的问题首先必須要修沼气池；「第一口池子是颇费功夫。一直看到沼气池两边的水位在涨，但是就不见气出。哎，很奇怪，怎么回事？最后的原因找到了，就是那个导气管堵塞了，最后一捅开溅得我满脸喷粪啊，满脸是粪。但那个气就呼呼往上冒，我们马上就接起管子来，我们的沼气灶上就冒出一尺高的火焰来。我看再憋一阵儿，那个池子要炸了。就在那个时候，我们这个沼气池是捅开了，另外的沼气池是相隔了一两天以后也建成了，但是我们还是第一」。在這段訪談出現後，網民藉討論之機，疑似嘲諷習近平，「滿臉噴糞」一詞因此列入小紅書的「與習近平相關之敏感詞彙」之一。
「糞」即「屎」，「滿臉噴糞」一詞被禁止之後，接下來又有「習殼郎（XI殼郎）之亂」。「屎殼郎」是一種甲蟲，被借代為甲蟲的通稱，居然衍生為「習殼郎」、「XI殼郎」等稱呼，這不但以「糞」與「屎」的相關性嘲諷習近平，也似乎是把習近平當作一種蟲。2016年7月11日，中國政府下令全網查刪《蟲研捷報：我國學者以「習大大」命名一甲蟲新種》一文及有關信息。在新浪微博搜索其名字得到的信息是「由於相關法律和政策，無法顯示‘習氏狼條脊甲’的檢索結果」。包括微博、博客、貼吧等多個互動平台也查刪攔截該甲蟲樣本圖像，並把「習殼郎（XI殼郎）」、「習甲蟲」、「習氏甲蟲」、「習大大甲蟲」、「習大蟲」等設置為禁發關鍵詞組合。在中华人民共和国互联网上已無法用中文搜索到關於此甲蟲的內容。

## 关联条目
- 奥巴马橙衣（Caloplaca obamae）
- 川普蛾（Neopalpa donaldtrumpi）
- 拜登握腕蛸（Syllipsimopodi bideni）
- 蠕蠕